# Hipólito Casiano Flores
Fray Hipólito Casiano Flores (n. 25 de septiembre de 1803, en la localidad de San Antonio de Flores, Honduras y fallecería víctima del cólera en la ciudad de Comayagua el 29 de septiembre de 1857) fue nombrado Obispo de Comayagua en 4 de abril de 1854. Esta enterrado en la parroquia santos mártires.

## Vida
Hipólito Casiano Flores, ascendió a Obispo de la Diócesis de Honduras el 4 de abril de 1854 hasta 1857. Intento la reforma del clero, ya que habiéndose declarado Honduras un estado laico se intentaba separar a la Iglesia del gobierno; de acuerdo a esto, ordenó a los sacerdotes de su territorio que se cambiasen de parroquias, así eventualmente consideraría tener a un territorio episcopal dominado. En 1856, clausuró el Colegio Tridentino de Comayagua, que reabriera nuevamente el general brigadier José Santos Guardiola en su administración. En 1857 dio autorización al manresano fray Manuel de Jesús Subirana para que cumpliera con su misión dentro del territorio hondureño, en el mismo año Casiano Flores enfermo de un brote de cólera morbus, por la cual fallecería en Comayagua un 29 de septiembre, su sucesor el vicario Miguel del Cid, se levantaría en contra del gobierno del presidente José Santos Guardiola, en el conocido “La Guerra de los Padres”.
| Predecesor: Francisco de Paula Campoy y Pérez | Obispo de Comayagua 1854 - 1857 | Sucesor: Miguel del Cid (Vicario) |